# Archefonte
Nella mitologia greca, Archefonte era un giovane eroe innamorato di Arsinoe, la figlia di Nicocreonte.

## Mitologia
Archefonte amava con tutto se stesso la donna ma lei continuava a rifiutarlo, fino a quando lui disperato decise di uccidersi.
Di fronte a tale spettacolo Arsinoe non diede alcun segno di dispiacere ed Afrodite piena d'ira vedendo un cuore tanto freddo, decise di trasformarla in pietra.